# 夫婦善哉
《夫婦善哉》是日本NHK電視台為了紀念大阪出身的文豪織田作之助（1913~1947）百年誕辰及NHK大阪放送局六十週年慶所製播的週六劇場，由森山未來與尾野真千子雙主演。

## 概要
改編自織田作之助1940年出版的同名小說，這是織田作之助的小說《夫婦善哉》第十一度被改編成電視劇集，以大正、昭和年間繁華的大阪市街為背景，講述燈紅酒綠的街隅間，維康商店少爺柳吉（森山未來飾）拋棄家財和妻女，與藝妓蝶子（尾野真千子飾）私奔的愛情故事，是一部充滿淚水與歡笑的人生劇場。

## 劇情簡介
維康化妝品商店少爺柳吉雖然頂著萬貫家產，個性卻放蕩不羈，終日和酒肉朋友流連於大阪的歡樂街，因此結識了藝妓蝶子，兩人很快墜入了愛河。柳吉與蝶子相約私奔，因此觸怒了父親半兵衛，與之斷絕父子關係，被逐出家門後的柳吉與蝶子展開了夫婦生活，為了生計，蝶子和柳吉開了家關東煮店謀生，日子一久，柳吉卻開始懷念起以前闊綽的生活，一度又回復放浪形骸的生活態度，時常把蝶子搞的疲於奔命，後來柳吉得了腎病，為了籌醫藥費，蝶子當起二流的臨時藝妓賺錢，幾經波折後，兩人好不容易開了一家像樣的咖啡館，柳吉的父親卻在此時病逝。故事最後，兩人到別府開了一家化妝品商店，隨著二次大戰的到來，生活再度陷入波折…。

## 播出時間
於NHK電視台播出。首播時段為每週六晚間九點，全劇共四集。2013年11月17日重播第1~2集，11月24日重播第3~4集。

## 演員陣容
※角色名稱 - 演出者

### 主要人物
- 維康柳吉：森山未來

維康商店的大少爺，個性放蕩不羈，優柔寡斷，因為和藝妓蝶子私奔而被父親逐出家門。
- 蝶子：尾野真千子（幼少時期：木村真那月）

天婦羅店老闆的長女，出身貧困，為了擺脫貧窮選擇藝妓行業，與柳吉相識後卻又捨棄大好前程。

### 蝶子週遭的人物
- 種吉：火野正平

蝶子的父親，貧窮的天婦羅店老闆，常過著借錢度日的生活。
- 阿辰：根岸季衣

蝶子的母親，終日為錢勞碌，十分關心女兒蝶子，臨死前展現了對諜子無盡的母愛。
- 信一：久野雅宏（幼少時期：石田大和）

蝶子的弟弟，在木材行從事勞力工作。
- 小河童：青木崇高（幼少時期：長尾武龍）

蝶子青梅竹馬的朋友，愛慕蝶子，不忍見蝶子生活困頓，希望蝶子當他的小老婆。
- 河童：團時朗

蝶子娘家附近木材行的大東家。
- 梅屋老闆娘：山村紅葉

栽培蝶子成為藝妓的茶館老闆娘。
- 金八：佐藤江梨子（幼少時期：野田琴乃）

與蝶子一起入行當藝妓的好友。

### 柳吉週遭的人物
- 維康半兵衛：岸部一德

維康商店大東家，柳吉的父親，因自覺兒子柳吉不成才而與之斷絕父子關係，罹患中風，終日臥病在床。
- 維康藤子：田畑智子

柳吉的妹妹，在哥哥柳吉被逐出家門後，暫代母職照顧柳吉的女兒文子。
- 桐介：大東駿介

藤子的丈夫，入贅到維康家成為維康商店的少東家。
- 文子：青山美鄉（幼少時期：吉野本二葉）

柳吉與前妻生的女兒，深信蝶子是奪走父親的人，對蝶子懷有恨意。
- 松川、鶴田：茂山逸平、桂及彌

大商店的少爺，柳吉的酒肉朋友，常和柳吉結伴遊玩。
- 掌櫃：平田滿

維康商店的大掌櫃，維康半兵衛的得力助手。

### 其他人物
- 草樂：草刈正雄

柳吉與蝶子租屋時的樓下鄰居。
- 阿金：麻生祐未

蝶子當藝妓時的前輩。
- 菊代：村川繪梨（第3集）

蝶子和柳吉開咖啡店時的女服務生。
- 「玉初」老闆娘：松田美由紀（完結篇）

蝶子和柳吉搬到別府後結交的朋友。
- 落居：水牛吾郎A（第2集〜）

常常到關東煮店光顧的新聞記者。
- 舞廳經理：中原丈雄

別府舞廳的經理。
- 千代太郎：若井綠
- 矢橋屋：歐拉阪神（第1話）
- 法善寺橫丁的八卦見：歐拉巨人（第3集、完結篇）
- 旁白（多福人形）：富司純子

大阪法善寺橫丁的「善哉」店前放置的多福人形。

## 製作
- 編劇：藤本有紀
- 音樂：金子隆博
- 導演：藤並英樹、安達繩
- 製作人：櫻井賢
- 製作：NHK

## 獎項
- 第68回日本放送映畫藝術大賞（放送部門）最佳女主角獎：尾野真千子

## 腳註
1. ↑  善哉是一種類似紅豆湯圓的甜點

## 外部連結
- 官方網頁 （日語）